# Ilc
Ilc je priimek v Sloveniji, ki ga je po podatkih Statističnega urada Republike Slovenije na dan 1. januarja 2010 uporabljalo 227 oseb.

## Pomembni nosilci priimka
- Aleš Ilc (*1947), gospodarstvenik
- Alojzij Ilc (1921—2013), duhovnik v Braziliji do 2001, nazadnje cistercijan v Stični
- Andrej Ilc (1896—1981), duhovnik, kanonik novomeškega kapitlja
- Andrej Ilc (*1971), literarni urednik MK, kritik
- Anton Stanko Ilc (1923—1998), duhovnik med ruskimi emigranti v Belgiji
- Anton Ilc [umrl 1984] paraplegik, soust. Zveze parapegikov Slovenije
- Blaž Vrečko Ilc, politolog, doc. FDV
- Gašper Ilc (*1975), jezikoslovec anglist
- Iztok Ilc (*1977), prevajalec iz japonščine
- Josip Ilc (1900—1980), klasični filolog, prof. (zet Riharda Jakopiča)
- Jože Ilc (*1943), pravnik in politik (državni svetnik)
- Marija Ilc (1916—2003), redovnica, sestra Vendelina
- Mirjam Ilc (r. Jakopič) (1906—2001), hči Riharda Jakopiča
- Urban Ilc, inž. gozdarstva, vodovarstvenik